# Sporting Club Gira
Lo Sporting Club Gira è stato una società polisportiva di Bologna, distintasi soprattutto nella pallacanestro. Dal 1979 si è trasferita a Ozzano dell'Emilia, in provincia di Bologna, divenendo la principale società cestistica ozzanese. Il club è stato fondato nel 1925, e la sezione cestistica nel 1945.
Dal 2011 è legalmente una società sportiva dilettantistica a responsabilità limitata. Il 30 giugno 2011 si scinde in due cedendo il diritto di Divisione Nazionale B dei senior alla Eagles Basket Bologna e mantenendo il settore giovanile che garantisce il mantenimento della realtà Gira Ozzano. La scissione, dopo un ricorso effettuato da Giulio Romagnoli socio nel Gira ma anche proprietario della Biancoblù Basket Bologna, viene confermata dalla FIP il 12 settembre 2012.
Nella stagione 2016-17 il Gira ha giocato nei Campionati Maschili Giovanili Under 18 Emilia-Romagna in collaborazione con i New Flying Balls Ozzano, la nuova principale società di pallacanestro di Ozzano.

## Storia
La società ha origine nel 1921, ed era inizialmente una polisportiva con sede a Bologna. Tra le discipline praticate spiccava il ciclismo. Il nome stesso, scelto dai fondatori della polisportiva, faceva riferimento all'abbreviazione del cognome del ciclista Costante Girardengo, molto popolare in quegli anni.
Il Gira iniziò l'attività cestistica subito dopo la seconda guerra mondiale, nel 1945, venendo promossa in Serie A dopo la vittoria del campionato di Serie B 1947-48.
Dopo l'esordio in Serie A 1948-49, per un decennio fu la seconda squadra cittadina dietro la Virtus: il Gira riuscì a classificarsi davanti ai propri rivali nel 1953-54, chiudendo al secondo posto dietro i campioni d'Italia della Borletti Milano. Alla fine degli anni cinquanta iniziò il declino, che culminò con la retrocessione del 1960-61 (la squadra chiuse al penultimo posto in classifica).
Il Gira centrò nuovamente la promozione in massima serie dopo la vittoria della Serie A 1962-63; nella stagione 1964-65 si piazzò all'ultimo posto, retrocedendo. Il Gira mancò la promozione nell'anno successivo, perdendo lo spareggio promozione nel 1965-66.
Nel corso degli anni successivi il Gira non riuscì ad ottenere la promozione; retrocesse nel terzo livello del campionato ma nel 1975-76 vinse il proprio girone e fu promossa in Serie A2. L'anno successivo arrivò seconda dietro la Cinzano Milano, conquistando nuovamente la massima serie. Nella Serie A1 1977-78 riuscì a salvarsi ai play out, ma l'anno successivo, 1978-79 chiuse al penultimo posto, retrocedendo in A2 ma rinunciando ad iscriversi.

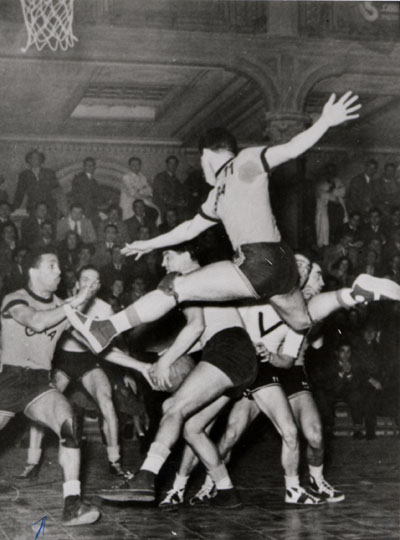
Un'azione del derby Virtus-Gira degli anni cinquanta. Sulla sinistra, in maglia Gira, lo statunitense Larry Strong.

Trasferitasi dapprima ad Osteria Grande (frazione di Castel San Pietro Terme, in provincia di Bologna) e poi definitivamente ad Ozzano nell'Emilia, il Gira riprese nel 1980-81 dalla Serie C2. Nel giro di pochi anni riuscì ad arrivare in Serie B2 (1988-1989). Ritornò in Serie B1 nel 1996 sotto la guida di coach Massimo Bernardi. Nel corso degli anni in B1, in maglia arancio-nera sono passati alcuni giovani giocatori che poi sono riusciti a trovare ampio spazio in Serie A e in Nazionale, come: Massimo Bulleri e Simone Cotani.
Nel 2002 il Gira ha conquistato la Coppa Italia di Serie A Dilettanti, sconfiggendo Teramo in finale. Nello stesso anno la squadra è stata sconfitta in finale play-off, sempre contro Teramo.
Dopo due stagioni difficili, solo nel 2004-05 e 2005-06 il Gira ha centrato i play-off, fermandosi ai quarti rispettivamente contro Patti e Pesaro. Nelle stagioni 2006-07 e 2007-08 il Gira ha affrontato i play-out, riuscendo ad avere la meglio contro Senigallia prima, e Vado Ligure poi.
Nella nuova Serie A Dilettanti 2008-2009, nonostante in rosa ci fosse Vincenzo Esposito capocannoniere del campionato, il Gira non è andato oltre il nono posto, che garantiva comunque la salvezza matematica. Nella stagione 2009-10 il Gira, con una rosa molto giovane composta da sette giocatori under 23, allenata da Stefano Salieri ha chiuso la stagione regolare al terzo posto in classifica (21 vittorie su 28 incontri, record per Ozzano) qualificandosi ai play-off. Dopo aver eliminato Verona nei quarti di finale, ha dovuto cedere nel derby bolognese con la Fortitudo Bologna.
Nel giugno 2010 il Gira è stato rilevato da Claudio Sabatini, proprietario della Virtus Pallacanestro, per farne il serbatoio delle giovanili della Virtus Pallacanestro. Il presidente divenne Fabio Sabatini, fratello di Claudio.
L'operazione risultò fallimentare: infatti nella stagione 2010-11 la squadra retrocedette in B Dilettanti; nacque inoltre una forte opposizione da parte di una parte dei tifosi storici del Gira che formarono un movimento denominato "No Girtus". In questo nome c'era la fusione di fatto della Società Ozzanese con la Virtus Bologna. Un esempio mal digerito da molti era l'apparire sulle divise da gioco o maglie di allenamento sia del simbolo del Gira (a sinistra) che di quello della Virtus (a destra).
Il 22 giugno 2011 in una conferenza stampa Claudio Sabatini annuncia la volontà di chiudere il Gira Ozzano di concerto con altri soci del Gira, tra cui gli imprenditori Vacchi e Di Giansante. Il 29 giugno 2011 l'assemblea dei Soci del Gira (tra cui appare anche il nome di Giulio Romagnoli) decide di scindere la società in due vendendo il titolo senior, e quindi il diritto a giocare in DNB, alla società appena nata che fa riferimento al presidente della Fortitudo Pallacanestro Bologna, Gilberto Sacrati, ovvero la Eagles Basket Bologna. Ufficialmente, Sacrati dà 70.000 € a Sabatini per mantenere il settore giovanile del Gira Ozzano.

## Palmarès
- Coppa Italia LNP: 1

2001-02

## Sponsor
| Sponsor      | Stagioni          |
| ------------ | ----------------- |
| Preti        | 1954/55 - 1956/57 |
| Santipasta   | 1957/58 - 1958/59 |
| Lovari       | 1960/61           |
| Fides        | 1963/64 - 1964/65 |
| Fernet Tonic | 1976/77 - 1977/78 |
| Amaro Harrys | 1978/79           |
| Castelli     | 1999/00           |
| Calderini    | 2000/01           |
| Maser        | 2001/02           |
| Adt Taverna  | 2002/03           |
| Camst        | 2003/04 - 2005/06 |
| Pentagruppo  | 2006/07 - 2010/11 |